# 7259 Gaithersburg
7259 Gaithersburg este un asteroid din centura principală de asteroizi.

## Descriere
7259 Gaithersburg este un asteroid din centura principală de asteroizi. A fost descoperit pe 6 martie 1994 la Nachi-Katsuura de Yoshisada Shimizu și Takeshi Urata. Asteroidul prezintă o orbită caracterizată de o semiaxă mare de 2,65 ua, o excentricitate de 0,12 și o înclinație de 13,8° în raport cu ecliptica.